# 孔諤
孔諤，字贞伯，山东曲阜人，孔子第五十七代孙，明朝政治人物。官至河南僉事。

## 生平
自幼受父亲孔希麟的影响。永乐六年（1408年），山东乡试中舉。会试中副榜第一。明成祖当时忙于迁都，称“我朝孔氏子姓未有出仕者，今得此人，何不使成进士。”孔谔回答道：“考试最强调公正，虽然是孔氏家族但不能容私。”朱棣授孔谔为教官。太子朱高炽当时正负责监国，看到孔谔后夸赞道：“孔谔年少俊伟，务令成进士。”命冠带，送国子监学习。永乐七年，因左春坊中允员缺少，太子又对东宫说：“此职非孔谔不可。”遂以中允教员教授皇太子朱瞻基。之后，又改任孔谔为监察御史，巡按江西、辽东。其为官廉明，所到之处，风纪肃严。官至河南按察佥事。当时孔子世家重视丧礼，但好的木材却不容易得。孔谔自江西回山东途中，看到商贩卖的好柏树木材，“倾囊易之，得百具，载以归”，用来周济那些买不起棺材的人。

## 著作
著作有《中庸补注》三卷、《舞雩春咏诗集》二十卷。有子孔公恪。

## 墓葬
孔谔墓位于孔林中孔子墓西北的明墓群内中，为一座小型坟冢。